# Seznam italských spisovatelů
Seznam italských spisovatelů obsahuje přehled některých významných spisovatelů, narozených nebo převážně publikujících v Itálii.

## A
- Fulvio Abbate (* 1956), novinář, dramatik
- Niccolò Ammaniti (* 1966), prozaik, scenárista
- Giulio Angioni (* 1961), profesor, prozaik a esejista
- Ludovico Ariosto (1474–1533), renesanční básník
- Giovanni Arpino (1927-1987), novinář, prozaik a básník

## B
- Alessandro Baricco (* 1958),  dramatik, kritik, novinář a esejista
- Giorgio Bassani (1916–2000), politik, romanopisec, básník a esejista
- Daniele Benati (* 1953), spisovatelka a překladatelka
- Stefano Benni (* 1947), humorista, novinář, scenárista a básník
- Mario Benzing (1896–1958), spisovatel a překladatel německého původu
- Giuseppe Berto (1914-1978), prozaik, scenárista a filmový režisér
- Alberto Bevilacqua (1934–2013), novinář, esejista, básník, filmový režisér a scenárista
- Giovanni Boccaccio (1313–1375), renesanční spisovatel a básník, přítel Petrarcův
- Vitaliano Brancati (1907–1954), dramatik, básník a scenárista
- Enrico Brizzi (* 1974), prozaik, scenárista
- Gesualdo Bufalino (1920–1996), básník a aforista
- Aldo Busi (* 1948), básník, esejista a překladatel
- Dino Buzzati (1906–1972), básník, novinář a malíř.

## C
- Italo Calvino (1923–1985), nakladatelský redaktor, romanopisec a esejista
- Andrea Camilleri (1925–2019), spisovatel, režisér, scenárista a vysokoškolský pedagog
- Salvatore Camilleri (1921–2021), spisovatel a básník
- Matteo Campagnoli (* 1970), spisovatel a překladatel
- Dino Campana (1885–1932), básník, pokračovatel prokletých básníků
- Achille Campanile (1899–1977), italský prozaik a dramatik
- Luigi Capuana (1839–1915), básník a novinář
- Giosuè Carducci (1835–1907), básník, nositel Nobelovy ceny za literaturu za rok 1906
- Gianrico Carofiglio (* 1961), soudce, senátor a spisovatel
- Lodovico Castelvetro (1505–1571), filolog, filosof a spisovatel
- Carlo Collodi (1826–1890), spisovatel knih po děti

## D
- Gabriele d'Annunzio (1863–1938), básník, spisovatel a voják
- Dante Alighieri (1265–1321), raně renesanční básník
- Massimo d'Azeglio (1798–1866), spisovatel, liberální politik a malíř
- Edmondo De Amicis (1846–1908), spisovatel, novinář, básník a autor dětské literatury
- Grazia Deleddaová (1871–1936), spisovatelka, nositelka Nobelovy ceny za literaturu za rok 1926
- Erri De Luca (* 1950), romanopisec, básník a překladatel
- Giuseppe Dessì (1909–1977), sardinský prozaik a dramatik

## E
- Umberto Eco (1932–2016), literární teoretik a spisovatel, představitel postmoderny

## F
- Beppe Fenoglio (1922–1963), spisovatel, partyzán a překladatel z angličtiny
- Elena Ferrante (* 1943), spisovatelka a překladatelka
- Dario Fo (* 1926), dramatik, nositel Nobelovy ceny za literaturu za rok 1997
- Antonio Fogazzaro (1842–1911), romanopisec, básník a dramatik
- Ugo Foscolo (1778–1827), preromantický básník, spisovatel a překladatel

## G
- Carlo Emilio Gadda
- Bono Giamboni (před 1240 – 1292?)
- Natalia Ginzburgová
- Carlo Goldoni (1707–1793), dramatik
- Guido Gozzano (1883–1916)
- Tommaso Grossi (1791–1853), romantický básník a prozaik
- Giovannino Guareschi (1908–1968)

## L
- Giuseppe Tomasi di Lampedusa (1896–1957)
- Brunetto Latini
- Gavino Ledda
- Giacomo Leopardi (1798–1837), romantický básník
- Carlo Levi
- Primo Levi
- Emilio Lussu (1890–1975)
- Mario la Cava (1908–1988)

## M
- Niccolò Machiavelli (1469–1527)
- Maurizio Maggiani
- Curzio Malaparte
- Fabio Maniscalco (1965–2008)
- Alessandro Manzoni (1785–1873)
- Filippo Tommaso Marinetti
- Melania Mazzucco (* 1966)
- Lorenzo de Medici
- Grazyna Miller (1957–2009)
- Franco Mimmi (* 1942)
- Federico Moccia (* 1963)
- Eugenio Montale
- Giuseppe Montesano
- Vincenzo Monti (1754–1828)
- Elsa Morante
- Alberto Moravia
- Antonio Moresco
- Isabella di Morra

## N
- Alberto Nessi (* 1940)
- Niccolò da Casola
- Niccolò da Verona
- Aldo Nove (* 1967)

## P
- Carlo Porta (1775–1821), romantický nářeční básník
- Pier Paolo Pasolini
- Elina Patanè
- Cesare Pavese
- Ippolito Pindemonte (1753–1828)
- Francesco Petrarca (1304–1374), renesanční spisovatel a básník, přítel Boccacciův
- Luigi Pirandello
- Angelo Poliziano
- Luigi Pulci

## Q
- Salvatore Quasimodo

## S
- Umberto Saba
- Alberto Savinio (1891–1952)
- Leonardo Sciascia
- Michele Serra (* 1954)
- Beppe Severgnini (* 1956)
- Ignazio Silone
- Mario Soldati (1906–1999)
- Italo Svevo

## T
- Antonio Tabucchi
- Torquato Tasso (1544–1595), básník

## U
- Giuseppe Ungaretti

## V
- Sebastiano Vassalli (1941–2015)
- Giovanni Verga
- Alessandro Verri (1741–1816)
- Elio Vittorini (1908–1966)
- Sandro Veronesi
- Fabio Volo (* 1972)